# 和歌山県道169号奥佐々阪井線
和歌山県道169号奥佐々阪井線（わかやまけんどう169ごう おくさささかいせん）は、和歌山県海草郡紀美野町から海南市に至る一般県道である。

## 概要
海草郡紀美野町福井から海南市阪井に至る。

### 路線データ
- 起点：和歌山県海草郡紀美野町福井（小川橋南詰交差点、国道370号上、和歌山県道180号野上清水線交点）
- 終点：和歌山県海南市阪井（阪井交差点、国道370号・和歌山県道160号沖野々森小手穂線上）
- 実延長：7.661 km

## 歴史
- 1995年（平成7年）4月1日 - 和歌山県が一般県道として奥佐々阪井線を認定[1]。
- 2005年（平成17年）8月16日 - 和歌山県告示第1192号により、旧野上町大字梅本 - 同町大字下佐々の約2.8 km区間の県道供用廃止[2]。
- 2010年（平成22年）4月30日 - 和歌山県告示第515号により、紀美野町下佐々の1,060 mの区間（国道370号と重複）が県道に編入される[3]。

## 路線状況
旧野上町の中心部を避けつつ、国道370号と並行する道であり、和歌山市・海南市から旧美里町へ行く車が多く利用する。国道370号美里バイパスとの交点で南に進路を変えるが、ここから東の端点付近までは悪路であり、google マップでは県道と表示されておらず、実際にほとんどの車が美里バイパスと和歌山県道180号野上清水線に迂回している。

### 重複区間
- 国道370号（海草郡紀美野町福井・小川橋南詰交差点（起点） - 海草郡紀美野町下佐々）
- 国道424号旧道（海南市木津・木津交差点 - 海南市沖野々・沖野々交差点）
- 国道370号・和歌山県道160号沖野々森小手穂線（海南市沖野々・沖野々交差点 - 海南市阪井・阪井交差点（終点））

## 地理

### 通過する自治体
- 和歌山県
  - 海草郡紀美野町 - 海南市

### 交差する道路
| 交差する道路                                                        | 市町村名 | 市町村名 | 交差する場所 | 交差する場所            |
| ------------------------------------------------------------------- | -------- | -------- | ------------ | ----------------------- |
| 国道370号 重複区間起点 和歌山県道180号野上清水線                    | 海草郡   | 紀美野町 | 福井         | 小川橋南詰交差点 / 起点 |
| 国道370号 重複区間終点                                              | 海草郡   | 紀美野町 | 下佐々       |                         |
| 国道424号 / 現道 国道424号 / 旧道 重複区間起点                      | 海南市   | 海南市   | 木津         | 木津交差点              |
| 国道370号 / バイパス                                                | 海南市   | 海南市   | 木津         | [ 注釈 2 ]              |
| 国道370号 重複区間起点 和歌山県道160号沖野々森小手穂線 重複区間起点 | 海南市   | 海南市   | 沖野々       | 沖野々交差点            |
| 国道370号 重複区間終点 和歌山県道160号沖野々森小手穂線 重複区間終点 | 海南市   | 海南市   | 阪井         | 阪井交差点 / 終点       |

### 沿線
- 貴志川